# Hydrillodes nubeculalis
Hydrillodes nubeculalis là một loài bướm đêm trong họ Noctuidae.